# أليكس ماين
أليكس ماين (بالإنجليزية: Alex Main)‏ هو لاعب كرة قاعدة أمريكي، ولد في 13 مايو 1884 في مونتروز في الولايات المتحدة، وتوفي في 29 ديسمبر 1965 في رويال أوك في الولايات المتحدة.

## وصلات خارجية
- أليكس ماين على موقعبيزبول رفرنس.كوم (الدوري الرئيسي) (الإنجليزية)
- أليكس ماين على موقعبيزبول رفرنس.كوم (الدوري الثانوي) (الإنجليزية)